# 锈毛莓
锈毛莓（学名：Rubus reflexus）为蔷薇科悬钩子属的植物。分布于台灣本島以及中国大陆的江西、湖南、福建、浙江、广西、广东等地，生长于海拔300米至1,000米的地区，常生于山坡、山谷灌丛或疏林中，目前尚未由人工引种栽培。

## 异名
- Rubus reflexus Ker var. lanceolobus Metc.
- Rubus reflexus Ker var. macrophyllus Yu et Lu
- Rubus reflexus Ker var. orogenes Hand.-Mazz.